# Kennedia prostrata
Espèce
Kennedia prostrata est une espèce de plantes à fleurs de la famille des Fabaceae. C'est un arbuste endémique à l'Australie.

## Description
C'est un arbuste rampant, qui peut se propager sur un diamètre de 1,5 mètre et a des feuilles vert clair qui comprennent 3 folioles arrondies avec des bords vallonnés. Il fleurit une à deux fois par an, entre avril et novembre dans son aire de répartition. Les fleurs sont suivies de gousses cylindriques qui ont de 3 à 5 cm de longueur.
L'espèce a été formellement décrite par Robert Brown en 1812, dans Hortus Kewensis .

## Répartition et habitat
Il est originaire d'Australie-Occidentale, d'Australie-Méridionale, de Tasmanie, du Victoria et de Nouvelle-Galles du Sud.
L'espèce est naturellement adaptée aux sols sablonneux et légers et apprécie une exposition au soleil. Elle est résistante à la sècheresse et peut supporter un gel modéré.